# Teilwöhr
Das sogenannte Teilwöhr ist ein Baggersee mit Zugang zum Main in Sommerach im unterfränkischen Landkreis Kitzingen.

## Geografische Lage
Das etwa 7 ha große Teilwöhr liegt im Süden von Sommerach am linken Ufer des sogenannten Altmains, der durch den Bau des Mainkanals zwischen Volkach und Gerlachshausen von der Wasserstraße abgetrennt wurde. Es ist etwa 690 Meter lang und 300 Meter breit. Am nördlichen und nordöstlichen Ufer führt die Kreisstraße KT 29 am See vorbei, die in Sommerach als Schwarzacher Straße weitergeführt wird. Der Norden wird von den Sommeracher Wohngebieten um die Gartenstraße eingenommen. Im Westen ist der Sommeracher Campingplatz und die Sportplätze der Gemeinde zu finden. Der See ist durch einen schmalen Durchgang mit dem Main verbunden.

## Geschichte
Der Name Teilwöhr verweist auf eine Flurlage, die bereits im 19. Jahrhundert an der Stelle des heutigen Sees existierte. Das Areal war in der Vergangenheit immer wieder von Überschwemmungen des Mains bedroht, weshalb hier lediglich Wiesenflächen extensiv bewirtschaftet wurden. Nach dem Ende des Zweiten Weltkrieges führte der stetig wachsende Baubedarf auch in Sommerach zur Ausbeutung von Sand- und Kiesböden in Mainnähe. Diese Rohstoffe wurden insbesondere für den Ausbau der Straßen in Unterfranken verwendet. Erste Baggerarbeiten fanden 1948 statt und brachten bis 1962 einen ersten See etwas weiter im Norden hervor.
Die meisten abgebaggerten Flächen mussten bis in die 1980er Jahre wieder verfüllt werden, weil der Sommeracher Campingplatz an dieser Stelle entstand. Das Teilwöhr wurde als letztes Gewässer der sogenannten Sommeracher Seenlandschaft in den Jahren nach 1979 ausgebaggert. Zuletzt wurde im Jahr 1990 die den See vom Main trennende Landzunge gestaltet. Das Teilwöhr dient heute vor allem als Angelsee und ist Stammgewässer des Angelvereins Sommerach. Daneben wird sommers an einigen Uferabschnitten auch gebadet.

## Schutzgebiete
Am und um das Teilwöhr gibt es eine Vielzahl von Schutzgebieten unterschiedlicher Schutzkategorien. Die gesamte Fläche ist Teil des Landschaftsschutzgebietes Volkacher Mainschleife, der größten Flussmäanderlandschaft in Bayern. Viele Biotope ziehen sich um den See, darunter Auwälder und lineare Gewässerbegleitgehölze am Main südlich Sommerach. Der See selbst ist ebenfalls als Biotop eingetragen. Hier wurden Schwimmblatt- und Submersvegetation sowie Röhricht unter Schutz gestellt. 
Der See liegt im Fauna-Flora-Habitat Mainaue zwischen Grafenrheinfeld und Kitzingen und im Vogelschutzgebiet Maintal zwischen Schweinfurt und Dettelbach. Viele gefährdete Tierarten siedelten sich um das Gewässer an, vor allem Standvögel beleben das Teilwöhr auch im Winter. Eine der Steilwände des Gewässers wird vom Eisvogel (Alcedo atthis) als Brutröhre genutzt. Die Pflanzenvielfalt um den See ist ebenfalls hoch. An den Seeufern ist die Ochsenzunge (Anchusa) und der Mauerpfeffer (Sedum) zu finden.